# Sanchezia speciosa
El cachimbo amarillo

Sanchezia speciosa

(Sanchezia speciosa) es una especie fanerógama perteneciente a la familia de las acantáceas.

## Descripción
Es una especie de flores multicolores, con pétalos amarillos, brácteas de color rojo vivo y tallos púrpura en verano. Es un arbusto erecto y perennifolio que tiene hojas brillantes con nervios blancos o amarillos. Las flores tubulares son de color amarillo con brácteas de color rojo, de alrededor de 5 cm de largo y se encuentran en espigas terminales. En los climas tropicales, esta sanchezia florece durante la mayor parte del año.

## Hábitat
Crece en el sotobosque húmedo de las selvas tropicales.

## Distribución
Es nativa del noreste de Perú y Ecuador, En Centroamérica en Costa Rica y también introducida en la Antillas Mayores como Cuba y Puerto Rico

## Taxonomía
Sanchezia speciosa fue descrita por Joseph Dalton Hooker  y publicado en Journal of the Washington Academy of Sciences 16: 490. 1926.